# Meistriliiga de 2012
Meistriliiga de 2012 foi a 22.ª edição da Meistriliiga. A competição teve início em 10 de março, e teve como o campeão a equipe do JK Nõmme Kalju.

## Equipes
| Equipe          | Localização | Estádio             | Capacidade |
| --------------- | ----------- | ------------------- | ---------- |
| Flora           | Tallinn     | A. Le Coq Arena     | 9.692      |
| Nõmme Kalju     | Tallinn     | Kadriorg Stadium    | 5.000      |
| Kuressaare      | Kuressaare  | Linnastaadion       | 2.000      |
| Levadia Tallinn | Tallinn     | Maarjamäe Stadium   | 1.000      |
| FC Narva Trans  | Narva       | Kreenholmi Stadium  | 3.000      |
| Paide           | Paide       | ÜG Stadium          | 368        |
| Sillamäe Kalev  | Sillamäe    | Kalevi Stadium      | 2.000      |
| Tallinna Kalev  | Tallinn     | Kalevi Keskstaadion | 12.000     |
| Tammeka         | Tartu       | Tamme Stadium       | 1.600      |
| Viljandi        | Viljandi    | Linnastaadion       | 1.006      |

## Classificação geral
| Meistriliiga de 2012 | Meistriliiga de 2012 | Meistriliiga de 2012 | Meistriliiga de 2012 | Meistriliiga de 2012 | Meistriliiga de 2012 | Meistriliiga de 2012 | Meistriliiga de 2012 | Meistriliiga de 2012 | Meistriliiga de 2012 | Meistriliiga de 2012 | Meistriliiga de 2012                              |
| Pos                  | Equipes              | Pts                  | J                    | V                    | E                    | D                    | GM                   | GS                   | SG                   | %                    | Classificação ou rebaixamento                     |
| -------------------- | -------------------- | -------------------- | -------------------- | -------------------- | -------------------- | -------------------- | -------------------- | -------------------- | -------------------- | -------------------- | ------------------------------------------------- |
| 1                    | Nõmme Kalju          | 92                   | 36                   | 29                   | 5                    | 2                    | 106                  | 17                   | +89                  | 85,2                 | Play-offs da Liga dos Campeões da UEFA de 2013–14 |
| 2                    | Levadia Tallinn      | 83                   | 36                   | 25                   | 8                    | 3                    | 85                   | 22                   | +63                  | 76,9                 | Play-offs da Liga Europa da UEFA de 2013–14       |
| 3                    | Flora                | 81                   | 36                   | 26                   | 3                    | 7                    | 87                   | 24                   | +63                  | 75,0                 | Play-offs da Liga Europa da UEFA de 2013–14       |
| 4                    | FC Narva Trans       | 55                   | 36                   | 16                   | 7                    | 13                   | 52                   | 44                   | +8                   | 50,9                 | Play-offs da Liga Europa da UEFA de 2013–14       |
| 5                    | Sillamäe Kalev       | 55                   | 36                   | 15                   | 10                   | 11                   | 51                   | 43                   | +8                   | 50,9                 |                                                   |
| 6                    | Paide                | 42                   | 36                   | 11                   | 9                    | 16                   | 34                   | 52                   | −18                  | 38,9                 |                                                   |
| 7                    | Viljandi             | 26                   | 36                   | 6                    | 8                    | 22                   | 33                   | 88                   | −55                  | 24,1                 |                                                   |
| 8                    | Kuressaare           | 26                   | 36                   | 5                    | 11                   | 20                   | 31                   | 80                   | −49                  | 24,1                 |                                                   |
| 9                    | Tallinna Kalev       | 21                   | 36                   | 4                    | 9                    | 23                   | 27                   | 87                   | −60                  | 19,4                 | Play-off de Rebaixamento                          |
| 10                   | Tammeka              | 20                   | 36                   | 4                    | 8                    | 24                   | 30                   | 79                   | −49                  | 18,5                 | Zona de rebaixamento à Esiliiga em 2013           |

### Premiação
| Campeão                  |
| ------------------------ |
| Nõmme Kalju (1.° título) |

## Play-off
| 11 de novembro    | Tarvas | 1 — 2 | Tallinna Kalev | Rakvere |
| 13:00 EET (UTC+2) |        |       |                |         |

| 17 de novembro    | Tallinna Kalev | 1 — 0 | Tarvas | Tallinn |
| 13:00 EET (UTC+2) |                |       |        |         |